# Трясина (фильм, 2006)
«Трясина» (исл. Mýrin) — детективный триллер исландского режиссёра Балтазара Кормакура по одноимённому роману исландского писателя Аднальдюра Индридасона. Премьера картины состоялась 20 октября 2006 года в Исландии.

## Сюжет
Маленькая Кола умирает от нейрофиброматоза. Спустя некоторое время в подвале одного из домов обнаруживают труп некоего Хольберга с признаками насильственной смерти. Расследование убийства поручают Эрлендуру. Вскрытие показало, что Хольберг также страдал нейрофиброматозом. Во время следствия Эрлендуру предстоит установить связь между Хольбергом и Колой, а также выявить преступления тридцатилетней давности.

## В ролях
| Актёр                      | Роль         |
| -------------------------- | ------------ |
| Ингвар Эггерт Сигурдссон   | Эрлендур     |
| Аугуста Эва Эдлендсдоуттир | Ева Линд     |
| Бьёрн Хлинюр Харальдссон   | Сигурдур Оли |
| Оулавия Хрёдн Йоунсдоуттир | Элинборг     |
| Атли Рафн Сигурдссон       | Орн          |
| Кристбьорг Кьелд           | Катрин       |
| Торстейнн Гуннарссон       | Хольберг     |
| Теодор Юлиуссон            | Эллиди       |

## Награды и номинации
- 2006 — Премия «Эдда» (Исландия)[2]:
  - лучший фильм — Агнес Йохансен, Балтазар Кормакур и Лилья Паульмадоуттир
  - лучший актёр — Ингвар Эггерт Сигурдссон
  - лучший актёр второго плана — Атли Рафн Сигурдссон[исл.]
  - лучший режиссёр — Балтазар Кормакур
  - лучший композитор — Мугисон[англ.]
- 2007 — Международный кинофестиваль в Карловых Варах[3][4]:
  - «Хрустальный глобус» — Агнес Йохансен, Балтазар Кормакур и Лилья Паульмадоуттир
  - премия «Дон Кихот» — Балтазар Кормакур
- 2007 — Номинация на кинопремию Северного совета — Агнес Йохансен, Балтазар Кормакур и Лилья Паульмадоуттир[5]
- 2008 — Премия «Breaking Waves Award» Международного фестиваля игрового кино в Венгрии — Балтазар Кормакур[6]
- 2008 — Фестиваль приключенческих фильмов и боевиков в Валансьене[7]:
  - гран-при за лучший фильм — Агнес Йохансен, Балтазар Кормакур и Лилья Паульмадоуттир
  - лучший режиссёр — Балтазар Кормакур
  - лучший актёр — Ингвар Эггерт Сигурдссон